# Tai nạn máy bay trực thăng ở Tân Đài Bắc năm 2020
Vào ngày 2 tháng 1 năm 2020, đã xảy ra một vụ tai nạn máy bay trực thăng Black Hawk của quân đội Đài Loan, máy bay bị rơi ở quận Ô Lai của Tân Đài Bắc, Đài Loan. Tướng Thẩm Nhất Minh, Tổng tham mưu trưởng Quân đội Đài Loan cùng 7 người khác trên máy bay thiệt mạng.

## Sự cố

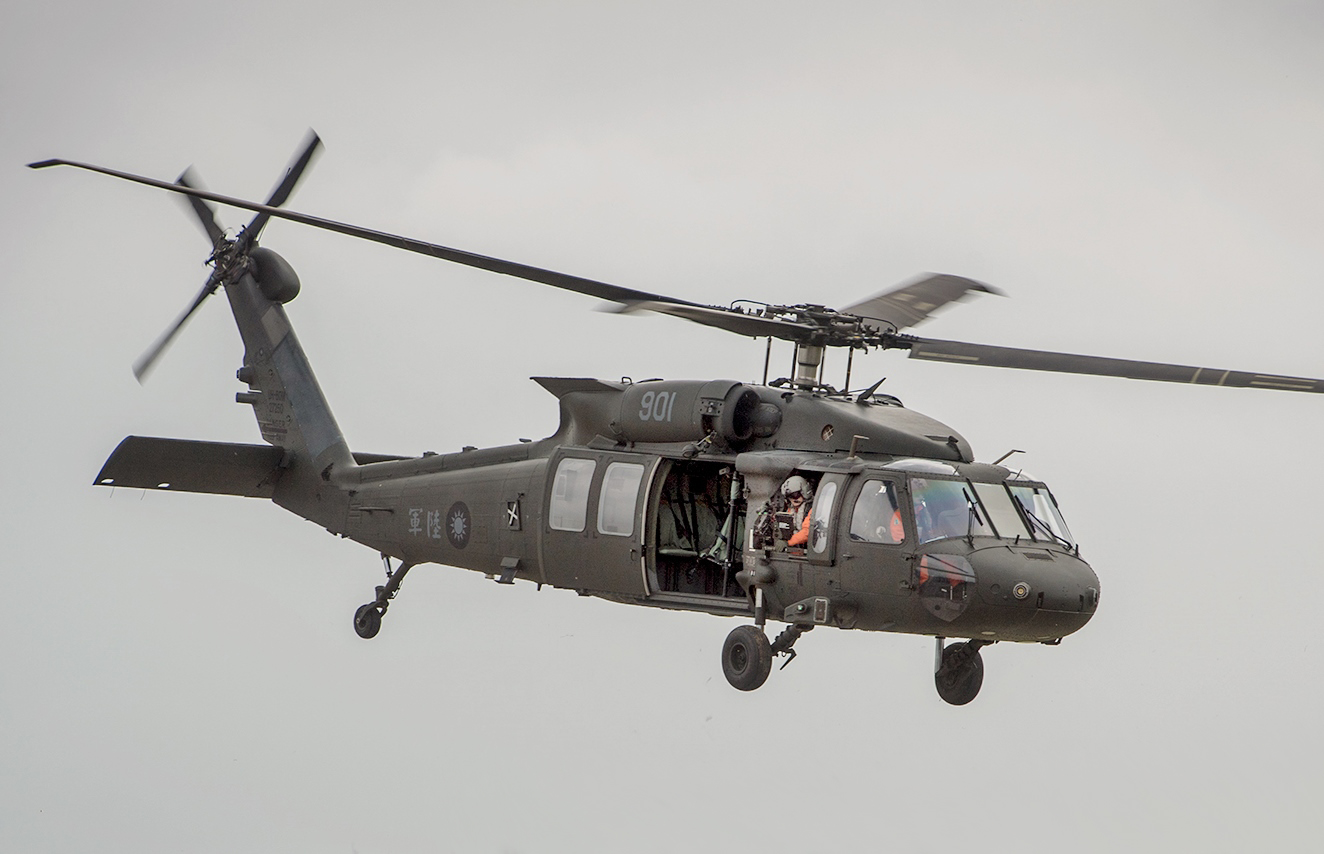
Một chiếc thuộc loại trực thăng ROC Army Black Hawk có liên quan, ảnh năm 2012

Chiếc UH-60 Black Hawk cất cánh cho một nhiệm vụ thường xuyên của nhân viên quân đội đến cơ sở radar Dong'aoling, Tô Áo, huyện Nghi Lan. Chiếc trực thăng mất liên lạc với sân bay Tùng Sơn lúc 8:07 sáng, mười ba phút sau khi cất cánh và đâm vào sườn núi.
Tướng Thẩm Nhất Minh, Tổng tham mưu trưởng Quân đội Đài Loan đã ở trên trực thăng cùng với bảy sĩ quan khác và một cố vấn cao cấp từ Bộ Tổng tham mưu, Bộ Quốc phòng (MND-GSH), một phóng viên quân sự, và ba thành viên phi hành đoàn. Tướng Thẩm và bảy người khác trong đó có hai vị tướng thiệt mạng, trong khi năm người khác bị thương.

## Điều tra
Trong một cuộc họp báo vào ngày 2 tháng 1, tướng Hùng Hậu Cơ, Tổng tư lệnh Không quân, tuyên bố rằng chính phủ đã thành lập một đội đặc nhiệm để điều tra nguyên nhân vụ tai nạn. Bộ lưu chuyến bay đã được thu hồi vào ngày 3 tháng 1 và gửi đến Ban An toàn Giao thông vận tải Đài Loan. Phần cứng trong máy ghi âm chuyến bay đã được chuyển đến Sikorsky Airplane.

## Hậu quả

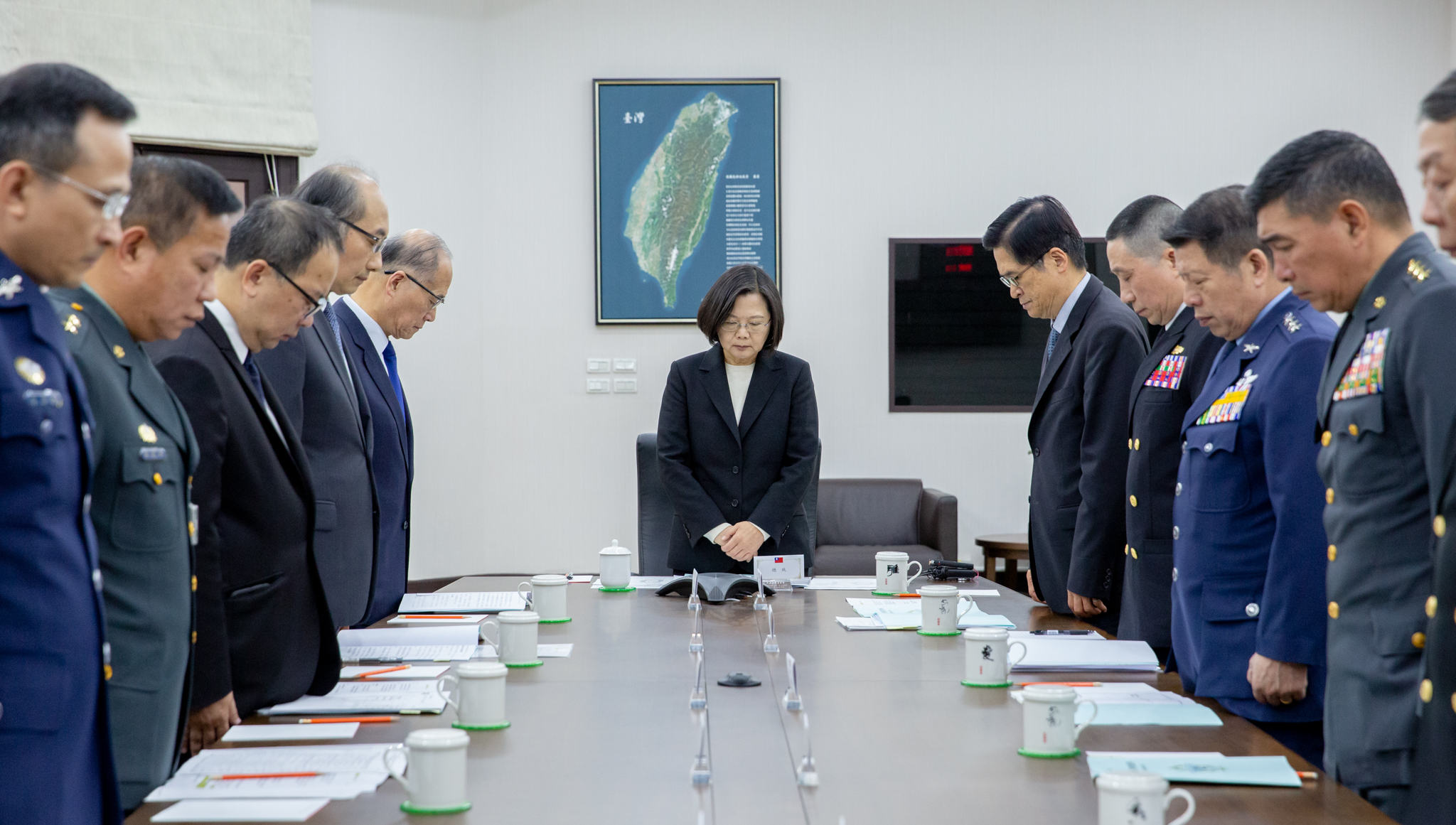
Tổng thống Thái Anh Văn cùng với các Tướng lĩnh và Đô đốc, đang giành giây phút mặc niệm trong hội nghị quân sự sau vụ tai nạn máy bay trực thăng.

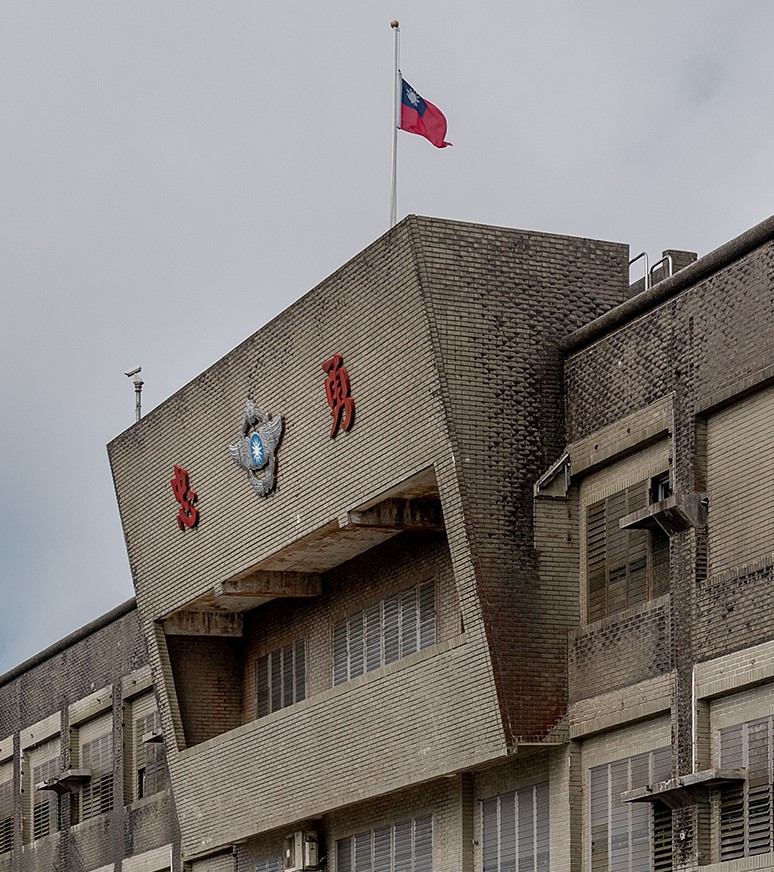
Quốc kỳ tại Trạm Radar Dong'aoling, điểm đến dự kiến của chuyến bay, cờ được đặt hạ xuống một nửa vào ngày 4 tháng 1.

Vụ tai nạn này xảy ra chín ngày trước cuộc tổng tuyển cử Đài Loan. Văn phòng chiến dịch của Tổng thống Thái Anh Văn và Đảng Tiến bộ Dân chủ tuyên bố rằng các hoạt động tranh cử tổng thống và lập pháp của họ sẽ bị dừng lại trong ba ngày, và văn phòng chiến dịch tranh cử tổng thống của Hàn Quốc Du tuyên bố hủy chiến dịch sự kiện trong hai ngày.
Tướng Mark A. Milley, Chủ tịch Hội đồng Tham mưu trưởng Liên quân Hoa Kỳ, đã ra tuyên bố gửi lời chia buồn tới các thành viên của quân đội Đài Loan về cái chết của Tướng Thẩm và bảy người khác, thay mặt cho quân đội Hoa Kỳ. Viện Hoa Kỳ tại Đài Loan (AIT), phái đoàn đại diện cho Hoa Kỳ trên đảo, cũng đưa ra tuyên bố gửi lời chia buồn về vụ tai nạn, và họ sẵn sàng hỗ trợ đối tác Đài Loan sau đó. Vào ngày 3 tháng 1, lá cờ của Hoa Kỳ tại Văn phòng chính AIT Đài Bắc đã được treo rủ.